# Acueducto de Morella
El acueducto de Morella, también conocido en valenciano como Aqüeducte de Santa Llúcia o Séquia Reial, se sitúa en el municipio de Morella (provincia de Castellón, España).
Se trata de una infraestructura hidráulica de estilo gótico valenciano construida entre los siglos XIII y XIV.

## Historia
En 1273, Jaime I donó el manantial de la fuente de Vinatxos para el abastecimiento de agua a la ciudad de Morella, que hasta entonces solo contaba con la de Avellanar y la de El Romeu, y con la Bassa del Poll y la Bassa del Prat dentro del núcleo urbano. 
En 1315, Jaime II autorizó al Consell de Morella a construir un acueducto que llevase el agua de la fuente de Vinatxos hasta el Pla de Sant Llàcer (o de Santa Llúcia). En 1338 se construyó la sucesión actual de arcos y en 1359 se consiguió que el agua llegase al Pla del Sol (hoy Font Vella). 
A lo largo de la historia, el acueducto ha tenido que ser reparado en diversas ocasiones. En 1391 cayeron algunos arcos próximos a la ermita de Santa Llúcia, que fueron reparados por Guillem Palma. En 1421 se destinaron algunas cantidades económicas para las obras de los arcos de La Pedrera. Y en 1739 de nuevo se hicieron obras de refuerzo de muros. Todavía en 1845 el Ayuntamiento de Morella apelaba a la reconstrucción de los tramos caídos. 
A mediados del siglo XX, se moderniza la canalización introduciendo un tubo de polietileno en el túnel para evitar las pérdidas de agua. El uso de esta canalización para el riego agrícola es conocido hasta los años 1960. En 1992, los movimientos de tierras de la obra de la nueva carretera destruyen un gran tramo de canalización enterrada, perdiéndose cualquier rastro del inicio del acueducto.
En 2006 fue declarado bien de interés cultural, con categoría de monumento.

## Descripción
Se trata de un acueducto que permitía la llegada de agua desde el acuífero de la fuente de Vinatxos a la plaza de La Font, en el núcleo urbano de Morella, donde se localiza el aljibe. A lo largo del recorrido del acueducto, la solución estructural se va adaptando a la topografía. Así, donde las curvas de nivel lo permiten, la obra se apoya directamente sobre el terreno, creando una gran canalización de mampostería que son los túneles. Por el contrario, cuando es necesario salvar un valle, se levantan grandes estructuras de arcos sobre las que continúa la canalización. Son obras lineales de arcos de medio punto y ojivales, realizados con mampostería y sillares, que dan la altura que posibilita el discurrir del agua. Existen dos tramos de arcos, el de La Pedrera y el de Santa Llúcia. Una vez en el núcleo urbano, el agua llega al aljibe en la plaza de La Font.

## Partes integrantes

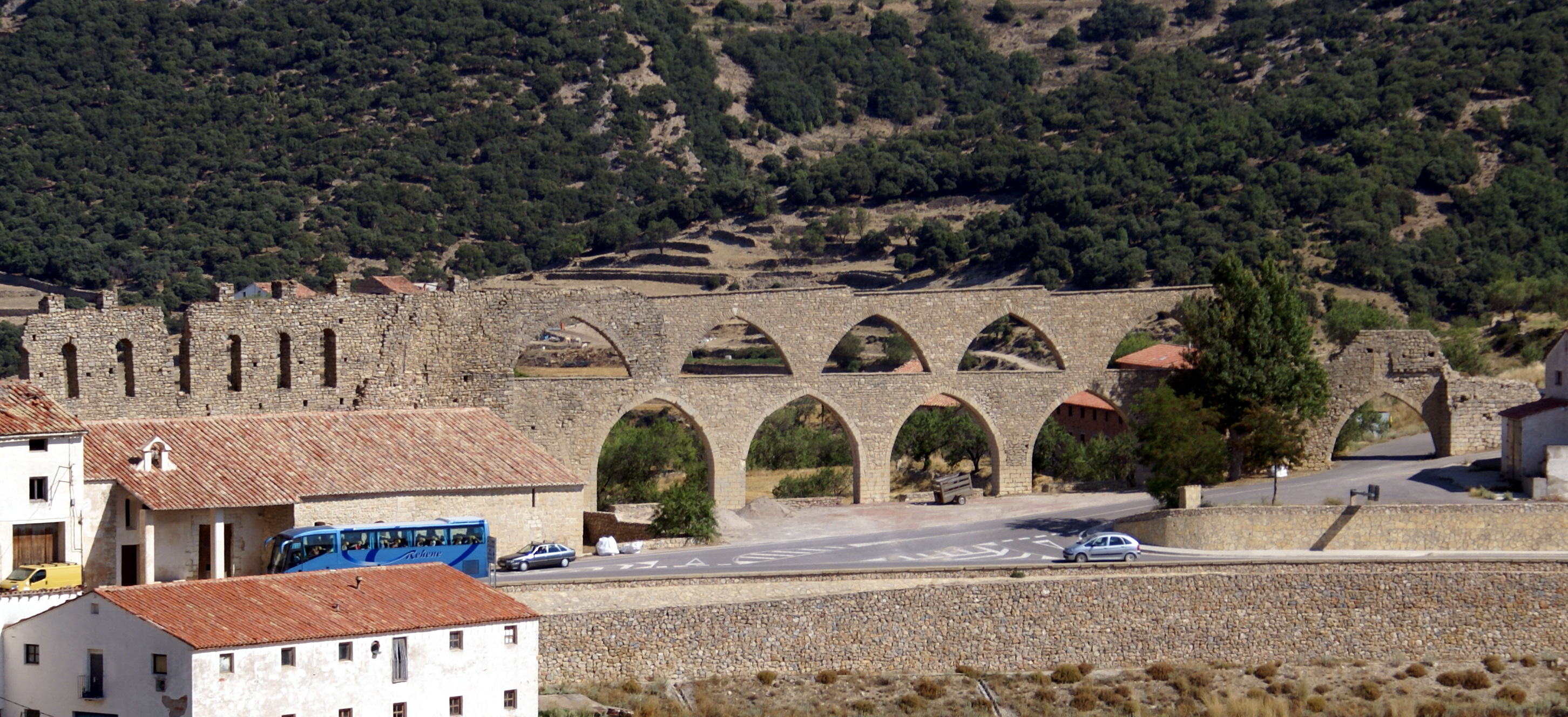
Vista del acueducto desde la muralla de Morella.

- Fuente de Vinatxos: es el punto de captación de agua del acuífero, y que actualmente es un abrevadero para ganado.
- Túneles: tramos enterrados compuestos por dos paredes de mampostería paralelas, cubiertas por una bóveda de medio cañón, por cuyo interior discurría el agua sobre una hilera de canales de piedra tallada. No se conservan todos los tramos.
- Arcos de Santa Llúcia: compuesto por dos series superpuestas de arcos ojivales, tiene una longitud de 120 metros, un espesor de 1 metro y una altura de 14,50 metros. Realizados en sillería y mampostería.
- Arcos de La Pedrera: compuesto por dos series superpuestas de arcos (los del cuerpo inferior son ojivales, y los del superior de medio punto), tiene una longitud de 140 metros, un espesor de 1 metro y una altura de 13 metros. Realizados en sillería y mampostería.
- Aljibe: depósito de grandes dimensiones y fachada monumental, sobre el que se encuentra la plaza Vella, que conserva el pavimento medieval de piedra enrastrillada. De la fachada del aljibe sale un caño que vertía el agua a los abrevaderos, que se encuentran muy deteriorados.